# Bożena Dworska
Bożena Dworska, de domo Stanisz (ur. 25 września 1961 w Krynicy-Zdroju, zm. 20 lipca 2024 w Krakowie) – polska artystka kabaretowa, piosenkarka, kompozytorka, poetka, wieloletnia członkini kabaretu Loch Camelot.

## Życiorys
Urodziła się w Krynicy-Zdroju w rodzinie Stanisława Stanisza i Marii z domu Homa. Wczesne dzieciństwo spędziła w Muszynie, gdzie ukończyła szkołę podstawową, a od 1997 r. na stałe osiedliła się w Krakowie. Absolwentka Liceum Medycznego Pielęgniarstwa im. Hanny Chrzanowskiej w Krakowie (1981).
Jako początkująca poetka zaczęła publikować swoje wiersze w czasopiśmie „Student”. Nawiązała także współpracę z Teatrem Dźwięku Atman. W grudniu 1992 roku przypadkowo spotkała Piotra Skrzyneckiego. Zaproszona do występu w Piwnicy pod Baranami, zadebiutowała 9 stycznia 1993 roku piosenką autorską „Idę ulicą z podniesioną głową”. W tym czasie rozwijała również owocną współpracę z obiecującym kompozytorem i pianistą Markiem Bazelą, którego talent odkryła osobiście. Efektem tej współpracy są utwory takie jak: „Pusta kartka zapisana wierszem nocy”, „Odchodzę...”, „Po co mi było tak mocno pokochać”, „Anioły” oraz „Zatrzymaj spokojne myśli”. Od 1994 roku była kluczową postacią w krakowskim kabarecie Loch Camelot. Wieloletnia obecność w tej grupie artystycznej, podczas której prezentowała swoje najbardziej rozpoznawalne piosenki autorskie, takie jak „Idąc ulicą z podniesioną głową” i „Kim Ty jesteś?”, uczyniła ją integralnym elementem tej kabaretowej rodziny. Z zawodu była dyplomowaną pielęgniarką. 
Zmarła po ciężkiej chorobie 20 lipca 2024 r. 

## Twórczość

### Najbardziej znane piosenki
- Idę ulicą z podniesioną głową (1992)
- Kim Ty jesteś? (2006)

### Albumy wydane z Loch Camelot
- Kolędy do śpiewania po domach (2003, CD)[4]
- Śpiewnik: usłysz ojców śpiew (2006, CD)[5]
- Droga niepodległości (2008, CD)